# Rasterhoningeter
De rasterhoningeter (Territornis reticulata) is endemische vogel uit Indonesië. Het is een honingeter uit het geslacht Territornis die nauw verwant is aan de witbaardhoningeter (T. albilineata) van Noord-Australië.

## Verspreiding en leefgebied
De rasterhoningeter komt voor op de Kleine Soenda-eilanden op de eilanden Timor en Semau.

## Status
De grootte van de populatie is niet gekwantificeerd maar de soort wordt omschreven als algemeen en wijdverspreid op Timor. Op de Rode lijst van de IUCN heeft deze soort de status niet bedreigd.